# Men-i-naugrim
La Men-i-Naugrim (en sindarin) ou la Vieille Route des Nains est une route dans l'œuvre de l'écrivain britannique J. R. R. Tolkien.
C'est une ancienne voie créée au Premier Âge par les nains pour relier la cité de Belegost en Ered Luin aux Collines de Fer au Nord de Rhûn permettant les échanges entre les Torses-Larges et les Longues-Barbes, la route traversait la Comté d'Ouest en Est et faisait de même pour les terres autour de Bree, elle continuait dans les Terres Solitaires et jusqu'à la trouée des Trolls où ensuite elle passait par Le Haut Col pour rejoindre la route de la Forêt Noire et ainsi les Collines de Fer ou alors elle passait aussi par les portes du Rubicorne pour accéder à Khazad-dûm.
On peut supposer que les échanges étaient surtout le mithril trop rare en Ered Luin mais abondant dans les Monts Brumeux et aussi pour des échanges de fers très présent dans les Collines de Fer.
Cette route permit aux nains des cités de Belegost et Nogrod de quitter leurs cités ruinées (économiquement) et de grossir la population de Khazad-Dûm. Au cours du Troisième Âge le peuple d'Arnor restaura cette route et en fit l'une des voies du royaume d'Arnor, elle devint la frontière entre Arthedain et Cardolan, les hobbits de la Comté avaient pour ordre l'entretien de la route royale (dont une partie de la route des nains) passant dans leur territoire.

## Sources
- Chroniques de Chants-de-Fer.
- Appendices du Seigneur des Anneaux